# Flying Dutchman (achtbaanmodel)
Flying Dutchman is een stalen achtbaanmodel van het type vliegende achtbaan dat werd ontworpen door de Nederlandse achtbaanproducent Vekoma.

## Versies
Er bestaan twee 'versies': het prototype en de eigenlijke achtbaan. Er is één prototype gebouwd in het jaar 2000, en in 2001 werden er twee banen gebouwd van het daaruit verder ontwikkelde standaardmodel.

## Vliegende achtbaan
De achtbaan is een vliegende achtbaan, wat wil zeggen dat de passagiers tijdens de rit in een vlieghouding hangen onder de baan. De baan ziet er dan uit als een hangende achtbaan. In het station draait de baan echter om, zodat ze eruitziet als een gewone achtbaan waarin de trein op de rails rijdt. De bezoekers liggen dan neer bij het binnenrijden. Vervolgens scharnieren de stoelen omhoog, zodat men zittend kan in- en uitstappen zoals in een gewone achtbaan. Bij vertrek scharnieren ze dan weer omlaag, en de baan draait opnieuw om op het eind van de liftheuvel. De optakeling gebeurt met een kettinglift.
De treinen van de Flying Dutchman-achtbanen zijn 6 wagons lang, waarin 4 personen naast elkaar kunnen plaatsnemen. De treinen zijn uitgerust met zowel een schouderbeugel als een heupbeugel om de bezoeker op zijn plaats te houden.
Hoewel Vekoma de eerste producent was van dit soort achtbanen, zijn er niet veel van gebouwd. Achtbaanbouwers die later ook begonnen met de bouw van vliegende achtbanen zijn Bolliger & Mabillard en Zamperla.